# Legio XIX (Cesare)
La legio XIX di Cesare era un'unità militare romana di epoca tardo repubblicana, la cui origine è da collegarsi all'inizio della guerra civile, quando venne costituita da Gaio Giulio Cesare (marzo del 49 a.C.).

## Storia
La sua formazione è da collegarsi allo scoppio della guerra civile. Venne formata da Cesare con cittadini romani dell'Italia romana oppure con i pompeiani arresisi al termine dell'assedio di Corfinio. Questa legione venne infatti creata, molto probabilmente insieme ad altre quattro: la XVI, XVII, XVIII e XX.
È possibile che si arrese ai Pompeiani nell'isola greca di Corfù, lungo la costa dell'Epiro.
Secondo alcuni studiosi, dopo il suo scioglimento, potrebbe essere stata ricostituita dallo stesso Cesare dopo la sconfitta di Gneo Pompeo Magno a Farsalo  (48 a.C.). Dopo la morte di Cesare (44 a.C.), servì Ottaviano e potrebbe aver partecipato alla battaglia di Filippi (42 a.C.). L'anno successivo la troviamo schierata contro Lucio Antonio a Perugia; nel 31 a.C. è sempre dalla parte di Ottaviano contro Marco Antonio nella battaglia di Azio. In seguito alla riorganizzazione augustea dell'intero esercito romano, confluì nella legio XIX.